# Khetoane Modjadji
Khetoane Modjadji III (1869 – 1959) foi a terceira Rainha da Chuva da tribo Balobedu da província de Limpopo, na África do Sul, de 1895 até sua morte em 1959. Ela foi precedida por sua tia Masalanabo Modjadji e sucedida por sua filha Makoma Modjadji.
Em 1894, sua antecessora Masalanabo Modjadji cometeu suicídio ritual. Khesetoane era a filha da "irmã" de Masalanabo e se tornou a herdeira porque o conselho de Masalanabo já o havia designado antes da morte de Masalanabo.